# Nobadi
Nobadi ist ein österreichischer Spielfilm von Karl Markovics aus dem Jahr 2019 mit Heinz Trixner und Borhan Hassan Zadeh in den Hauptrollen. Premiere war am 7. September 2019 im Rahmen des Toronto International Film Festivals 2019 in der Sektion Contemporary World Cinema. Österreich-Premiere war am 25. September 2019 im Wiener Gartenbaukino, der österreichische Kinostart am 4. Oktober 2019. Im ORF wurde der Film am 5. Juli 2021 erstmals ausgestrahlt.

## Handlung
Der 93-jährige Heinrich Senft lebt in einem Schrebergartenhaus auf der Wiener Schmelz, auf seinem Arm hat er eine SS-Blutgruppentätowierung. Nachdem sein Hund gestorben ist, möchte er diesen im Garten begraben. Als der Stiel seiner Spitzhacke abbricht, besorgt er im Baumarkt eine neue. Auf dem Heimweg fragt ihn Adib Ghubar, ein Flüchtling aus Afghanistan, um Arbeit. Adib ist mit einem Stundenlohn von lediglich drei Euro einverstanden. Während der Arbeit lernen sich die beiden etwas besser kennen. So erfährt Heinrich etwa, dass Adib seine Deutschkenntnisse seiner Arbeit im Camp Marmal der Bundeswehr verdankt. Nach Fertigstellung der Grube kommt es zu einer Auseinandersetzung, Senft kann sein Geld nicht finden, um Adib zu bezahlen, argwöhnt insgeheim dass Adib es gestohlen hätte und bedroht den ahnungslosen Adib mit einer alten Pistole, lässt ihn seine Taschen leeren und sogar seine Hose ausziehen. Adib ist derweil im Glauben, er würde um den Lohn betrogen. Schließlich erinnert sich Senft, dass er das Geld aus Angst, bestohlen zu werden, selbst versteckt hatte, und kann Adib doch bezahlen.
Einige Zeit später findet Senft den Flüchtling an einer Bushaltestelle. Obwohl Adib eine schwere Verletzung am Fuß hat, weigert er sich, sich einer ärztlichen Behandlung zu unterziehen, aus Angst abgeschoben zu werden. Senft diagnostiziert die Blutvergiftung als tödlich verlaufende Sepsis und bringt ihn zu einer Tierärztin, damit sie ihm Schmerzmittel und Antibiotika gäbe. Diese möchte allerdings die Rettung rufen, Senft lockt sie daher ins Behandlungszimmer und erwürgt die Mitwisserin. Er entwendet Operationsbesteck, Medikamente und Verbandsmaterial und bringt Adib zurück in sein Gartenhäuschen. Senft ist überzeugt davon, das Leben Adibs nur retten zu können, indem er sein Sanitäterwissen aus dem Krieg ausgräbt und Adibs Fuß amputiert. Senft macht seinen "Patienten" zuerst fachgerecht mit "Kreuzstich" (Spinalanästhesie) schmerzlos und amputiert ihm bei vollem Bewusstsein den Fuß mit einem Stanley-Messer. Während der anschaulich dargestellten Operation (die "nichts für schwache Nerven" ist, aber Kriegsgräuel versinnbildlicht) beginnt der wache Adib dem alten Mann seine Geschichte zu erzählen. Von der konzentrierten Tätigkeit erschöpft schläft Senft ein, indessen verblutet der noch mit einem Betäubungsmittel ruhig gestellte Adib. Die Grube im Garten wird zu Adibs Grab. Damit ist seine Flucht nach Europa und Hoffnung auf ein besseres Leben gescheitert. Eine Sozialarbeiterin, die in der Früh Essen bringt, entdeckt das blutige Desaster.
Der Filmtitel leitet sich von einer Tätowierung des afghanischen Flüchtlings ab, auf dem Unterarm des Burschen steht Nobadi, eine verballhornte Form von „Nobody“. Dies ist der Name, der ihm im NATO-Lager in Afghanistan gegeben wurde, wo er als Laufbursche und später als Übersetzer tätig war, und zugleich eine Anspielung auf den Trick des Odysseus in der Höhle des Zyklopen (siehe dort). Wäre Nobadi umgekommen, hätte man zurecht sagen können, dass „niemand“ gestorben sei und müsse Hinterbliebene nicht unterstützen. Zugleich soll die Odyssee eine Parabel zu den Flüchtlingsbewegungen des 21. Jahrhunderts knüpfen.

## Produktion
Die Dreharbeiten fanden vom 3. April bis zum 17. Mai 2018 statt, gedreht wurde in Wien und Niederösterreich. Unterstützt wurde der Film vom Österreichischen Filminstitut, vom Filmfonds Wien und vom Land Niederösterreich, beteiligt war der Österreichische Rundfunk. Produziert wurde der Film von der Epo-Film.
Für Ton und Sounddesign zeichneten William Edouard Franck und Philipp Mosser verantwortlich, für das Kostümbild Caterina Czepek, für das Szenenbild Andreas Sobotka und für die Maske Martha Ruess.
Hauptdarsteller Borhanulddin Hassan Zadeh kam 2012 als Flüchtling aus Afghanistan nach Österreich. Nach ersten Bühnenerfahrungen im Rahmen eines von Hilde Dalik ins Leben gerufenen Theaterprojektes war dies sein erster Film und seine erste Hauptrolle. Für Karl Markovics ist dies nach Atmen (2011) und Superwelt (2015) der dritte Kinospielfilm.

## Rezeption
Andrey Arnold bezeichnete den Film in der Tageszeitung Die Presse als „Brachialparabel“, in der alles Symbolgehalt habe. „Die Dynamik zwischen den typenhaften Protagonisten soll eine Mentalität illustrieren, die die Würde des Anderen selbst im Gestus vermeintlicher Barmherzigkeit nicht anerkennt: Heinrichs persönlicher Flüchtling bleibt immer nur Haustierersatz. Die kraftvoll aufspielenden Darsteller verleihen dem Geschehen zwar Profil, trotzdem ist „Nobadi“ Makrovics' [sic] schwächster Film bisher: Sein Verlauf mag unberechenbar sein, die Botschaft ist es nicht.“

## Auszeichnungen und Nominierungen
Österreichischer Filmpreis 2020
- Nominierung in der Kategorie Bester Schnitt (Alarich Lenz)[12]
- Nominierung in der Kategorie Beste Tongestaltung (Originalton: William Edouard Franck, Sounddesign: Philipp Mosser, Reinhard Schweiger, Mischung: Bernhard Maisch)

Thomas-Pluch-Drehbuchpreis 2020
- Nominierung für den Hauptpreis und den Spezialpreis der Jury (Karl Markovics)